# Eulemur cinereiceps
Il lemure dalla testa grigia o lemure marrone dalla testa grigia (Eulemur cinereiceps A. Grandidier & Milne-Edwards, 1890) è una specie di lemure della famiglia Lemuridae, endemico del Madagascar sud-orientale. Fino alla revisione tassonomica del 2008, era noto come lemure bruno dal collare bianco o lemure dal collare bianco (Eulemur albocollaris). Nel 2005, le stime estrapolate dalle immagini satellitari hanno mostrato che rimangono solo circa 700 km² (270 miglia quadrate) di habitat totale all'interno dell'areale di questa specie. Questa specie è fortemente minacciata dalla caccia e dalla perdita dell'habitat ed è stato considerato tra i 25 primati più a rischio tra il 2006 e il 2008. Attualmente è elencato come in Pericolo Critico dall'Unione internazionale per la conservazione della natura (IUCN) a causa del suo areale ristretto, ed è stato nominato uno dei " 25 primati più minacciati del mondo ".
Il lemure dalla testa grigia si trova solo nel sud-est del Madagascar, dal fiume Manampatrana a sud fino al fiume Mananara.

## Descrizione
È lungo circa un metro: la coda è leggermente più lunga del corpo.
Il corpo è grigio nell'insieme, con striature brune o nerastre su alcuni peli, in particolare le prime nella zona degli arti e le seconde nella zona dorsale.
La testa, le "mani" e la parte distale della coda sono invece nere: caratteristica peculiare della specie è la presenza di due vistose basette bianche che, partendo dalle orecchie, contornano la testa fino alla radice del muso volpino. Gli occhi sono rosso rubino o giallo-arancio.

## Distribuzione e habitat
La specie è un endemismo ristretto a una striscia di foresta di circa 700 km² d'estensione, fra i fiumi Manampatrana e Mananara, nella zona sud-orientale del Madagascar; altre due popolazioni isolate si trovano nella Riserva speciale di Manombo e nella foresta di Mahabo, nei pressi di Farafangana.

## Biologia
Si tratta di animali erbivori: la loro dieta è soprattutto frugivora, ma non disdegnano nutrirsi di fiori, foglie o funghi.
Hanno periodi alternati di riposo ed attività durante le 24 ore e tendono a formare gruppi numerosi ma piuttosto instabili, che cambiano frequentemente membri.
Data l'esigua estensione dell'areale occupato dalla specie, si stima una popolazione massima inferiore ai 10.000 individui: questo dato, sommato alla forte deforestazione a causa della pressione demografica e all'ibridazione con Eulemur rufus che impoverisce il patrimonio genetico della specie, lascia presagire un futuro molto incerto per la sopravvivenza di questi animali.